# GARNET CROW livescope 2013 〜Terminus〜
『GARNET CROW livescope 2013 〜Terminus〜』（ガーネット クロウ ライブスコープ にせんじゅうさん テルミナス）はGARNET CROWの1枚目のライブBlu-rayである。2021年3月24日発売。発売元はGIZA studio。

## 解説
- GARNET CROW 10枚目となるオリジナルアルバム「Terminus」を引っさげて2013年3月に開催された「GARNET CROW livescope 2013 ～Terminus～」ツアーの模様を収録。
- デビュー20周年記念企画の一環としてのリリースであり、ライブ開催から8年の時を経てのBlu-ray化となる。
- 本作品はPREMIUM BOXにてDVD化されていたが、Blu-ray化は初となる。また、GARNET CROWのライブ映像がBlu-rayとして一般発売されるのも今作品が初である(ライブのBlu-ray化はPREMIUM Blu-ray BOXにてされていたが、Musingのみの予約限定生産)。
- 44Pのブックレットと初回生産分のみ10th AL「Terminus」復刻版ミニポスターが付属する。
- 特典DISCには、解散発表シーンを含む本ツアーのメイキング映像が収録されている。
- リリース日の3月24日にオリコンデイリーチャート4位(Blu-ray)、発売初週にチャート7位(ミュージックBlu-ray)、チャート10位(ミュージックDVD・Blu-ray)、チャート23位(Blu-ray)を記録。

## 収録内容

### Disc 1
1. Nostalgia
2. 風とRAINBOW
3. アオゾラ カナタ
4. trade
5. かくれんぼ
6. Mysterious Eyes
7. Auld Lang Syne ～ 蛍の光
8. over blow
9. Maizy
10. Over Drive
11. この手を伸ばせば
12. 花は咲いて ただ揺れて
13. ON THE WAY
14. 一緒に暮らそう
15. 海をゆく獅子
16. 英雄
17. closer
18. live
19. ロンリーナイト
20. P.S GIRL
21. Smiley Nation
22. Life goes on!

〜Encore〜
1. 恋することしか出来ないみたいに
2. 雨上がりのBlue
3. Fall in Life ～Hallelujah～

### 特典Disc
Bonus video「Making of livescope 2013」